# Portsmouth Block Mills

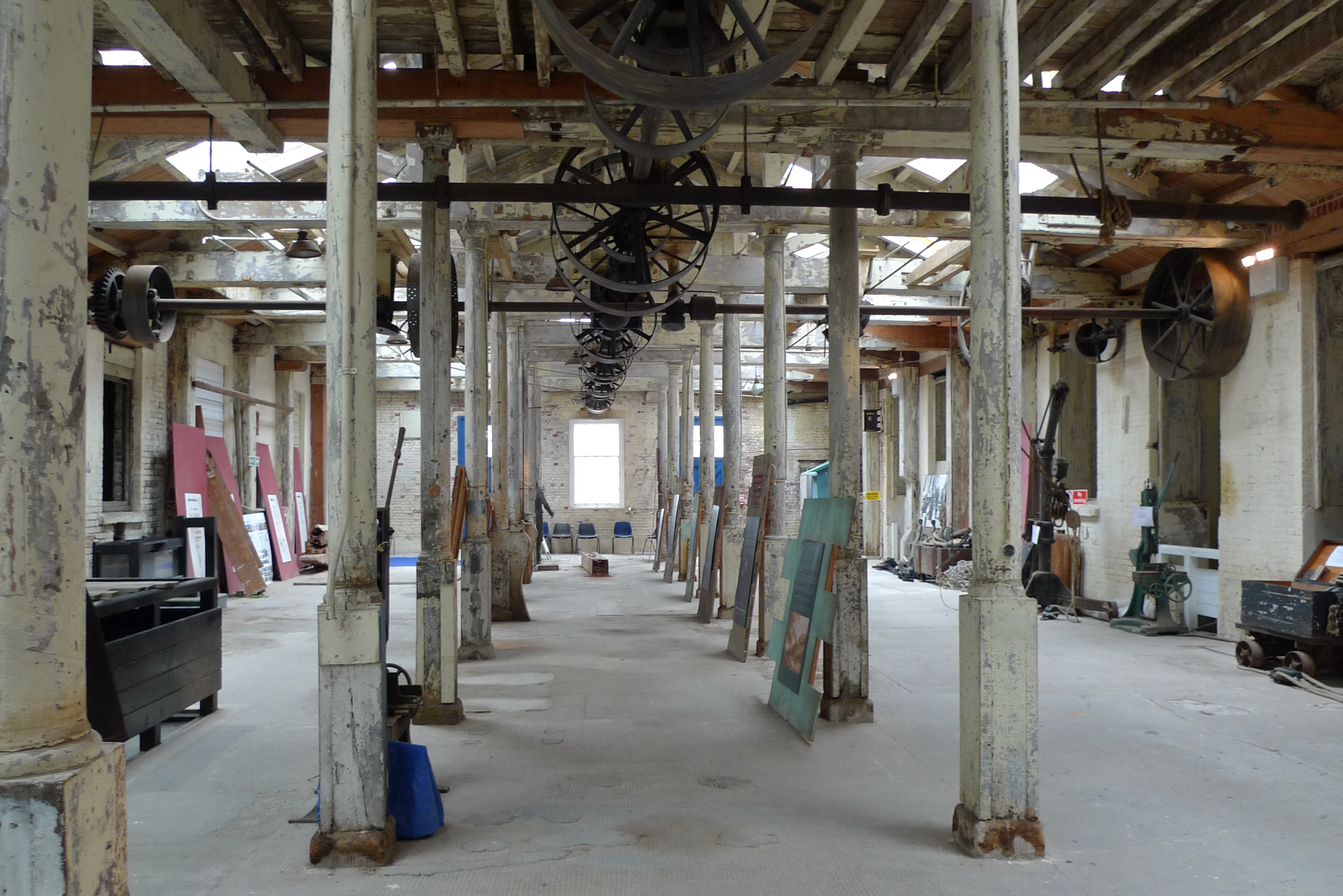
Intérieur du Portsmouth Block Mills.

Les Portsmouth Block Mills sont une usine de poulies faisant partie des Portsmouth Dockyard à Portsmouth, dans le Hampshire, en Angleterre. Conçue et organisée par l'ingénieur de marine Samuel Bentham pendant les guerres napoléoniennes afin de fournir la Royal Navy en poulies, cette usine, avec ses tours à usiner entièrement en métal conçus par Maudslay, marque le début de la production de masse. Elle est considérée comme un des premiers bâtiments de la Révolution industrielle en Angleterre. Le site abrite également les premières machines à vapeur utilisés par l'Admiralty.
Depuis 2003, l’English Heritage a entrepris une étude détaillée sur les bâtiments et les archives relatifs aux machines.